# .au
.au — в Інтернеті, національний домен верхнього рівня (ccTLD) для Австралії.

## Домени 2-го та 3-го рівнів
В цьому національному домені нараховується близько 262,000,000 вебсторінок (станом на січень 2009 року).
У наш час використовуються та приймають реєстрації доменів 3-го рівня такі доменні суфікси (відповідно, існують такі домени 2-го рівня):
| Суфікс   | Регламентовані користувачі                                            |
| -------- | --------------------------------------------------------------------- |
| .com.au  | Комерційні установи, корпорації                                       |
| .gov.au  | Державні та урядові установи                                          |
| .edu.au  | Наукові та дослідницькі установи, коледжі, університети або інститути |
| .net.au  | Провайдери, організації, пов'язані з мережами                         |
| .org.au  | Неприбуткові, неурядові організації                                   |
| .asn.au  | Асоціації та неприбуткові організації                                 |
| .id.au   | Родини, приватні особи                                                |
| .info.au | Вебмайданчики інформаційного змісту                                   |